# Cornelius Carl Souchay

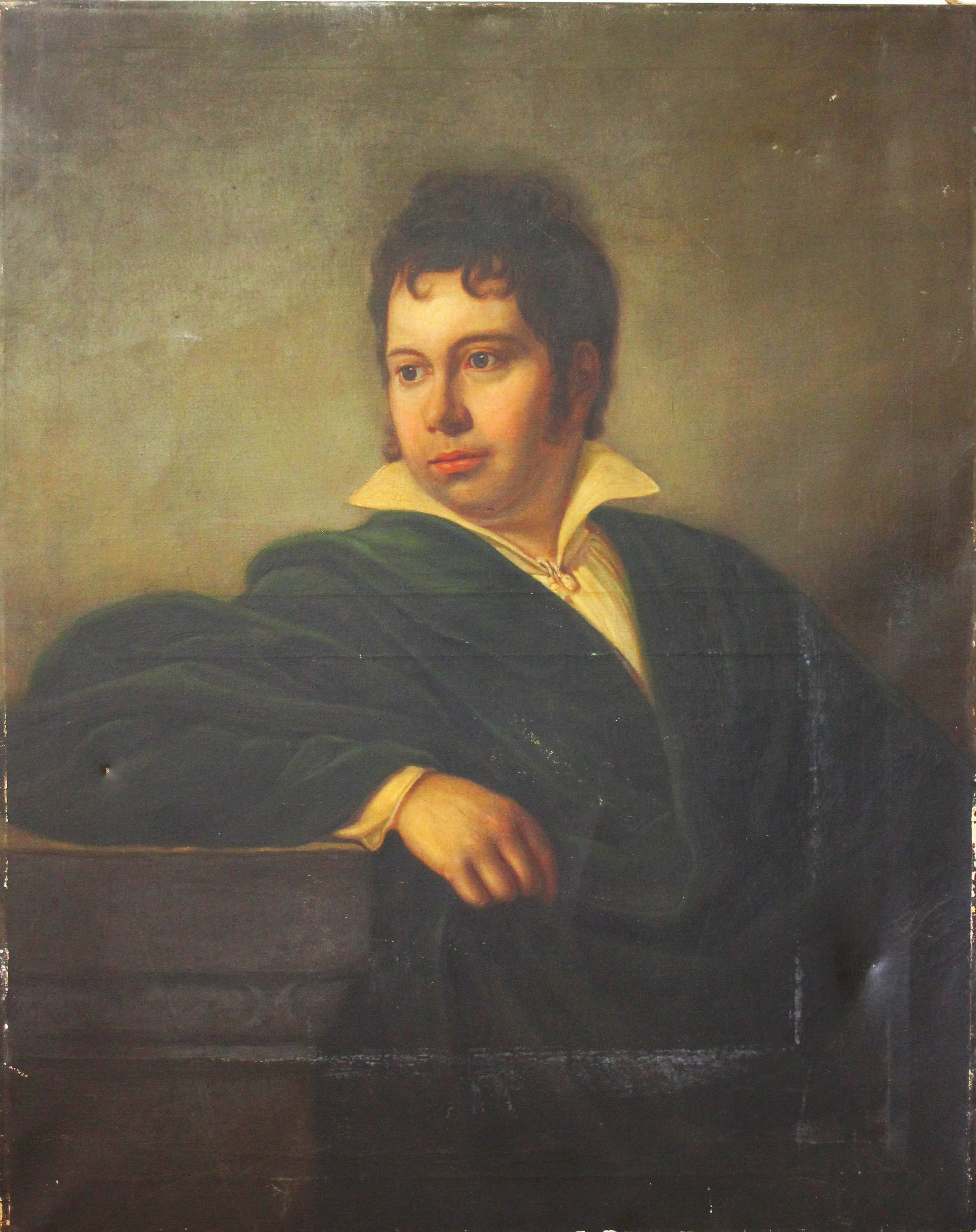
Cornelius Carl Souchay

Cornelius Carl Souchay (* 1. Dezember 1768 in Frankfurt am Main; † 27. Mai 1838 in Frankfurt am Main) war ein internationaler Tuchgroßhändler.

## Leben
Cornelius Souchay war der Sohn des Predigers in der Frankfurter französisch-reformierten Gemeinde Jean-Daniel Souchay de la Duboissière (1736–1811) und dessen Ehefrau Elisabeth (Lily) Souchay de la Duboissière geb. Baumhauer (1743–1771). Der einer bedeutenden Hugenottenfamilie angehörende Cornelius Souchay, verheiratet mit der Klosteramtmannstochter Helene Schunck (* 10. Dezember 1774 in Schlüchtern; † 8. März 1851 in Frankfurt am Main), gründete in Frankfurt das Handelshaus Schunck, Souchay & Co., das Anfang des 19. Jahrhunderts, insbesondere während der Kontinentalsperre, im Tuchhandel zu Bedeutung gelangte. Souchay, in dieser Zeit bereits sehr vermögend geworden, baute erfolgreich die Geschäftsbeziehungen aus und eröffnete Niederlassungen in London, Manchester, Mailand, Moskau und Riga. Zahlreiche Partnerunternehmen ergänzten das Handelsnetz (F. Gruber & Co. in Genua, Carlo Wedekind & Co. in Palermo usw.).
Cornelius Souchay betätigte sich auch als Kunstförderer. Der Salon seiner Frau in der Villa Am Fahrtor in Frankfurt war ein gesellschaftlicher und kultureller Mittelpunkt.
Von den Nachfahren haben seine Söhne Jean (auch Johann Daniel Souchay, Erbauer von Schloss Eckberg bei Dresden), Charles (Besitzer von Schloss Neuhof bei Coburg) und Eduard sowie seine Enkelin Cécile Charlotte Sophie Mendelssohn Bartholdy und sein Urenkel Max Weber Bedeutung erlangt.